# Diana Lama
Diana Lama (Napoli, 15 luglio 1960) è una scrittrice italiana.

## Biografia
Laureata in Medicina e Chirurgia all'Università di Napoli degli Studi di Napoli Federico II, specializzata in Chirurgia del Cuore e Grossi Vasi, ricercatrice universitaria. 
Lettrice e collezionista di gialli sin dalla tenera età, ha esordito nella narrativa gialla con il romanzo Rossi come lei, che ha vinto nel 1995 il Premio Tedeschi, scritto in coppia con Vincenzo De Falco.
Come romanziera ha pubblicato per Piemme: Solo tra ragazze, e La sirena sotto le alghe. Per Newton Compton ha pubblicato L'Anatomista, e 27 ossa. Alcuni dei suoi libri sono tradotti in Francia e in Germania con un buon riscontro .
Ha scritto, insieme con Diego Lama, sotto lo pseudonimo di «Valeria Galante», La casa delle sirene e La casa della colpa Edizioni Mondadori.

## Riconoscimenti
- 1995 - vince il Premio Tedeschi con Rossi come lei ed. Il Giallo Mondadori (scritto in coppia con Vincenzo De Falco)
- 2008 - vince il Premio Serravalle Noir con Solo tra ragazze ed. Piemme
- 2011 - Premio nazionale L'ALTRA ITALIA

## Opere

### Romanzi
- 1995 Rossi come lei (con Vincenzo De Falco), Premio Tedeschi ed. Il Giallo Mondadori con il numero 2445.
- 1999 Nell'Ombra, (con Vincenzo De Falco) ed. Lo stagno incantato
- 2007 Solo tra ragazze, ed. Piemme

- 2008 La sirena sotto le alghe, ed. Piemme, ristampato 2014 Ed Il Sole 24 ORE

- 2013 L'Anatomista, ed. Newton Compton; ristampato 2014 in edizione economica Newton Compton
- 2015 27 ossa, ed. Newton Compton; ristampato 2016 in edizione economica Newton Compton
- 2023 La casa delle sirene ed Mondadori con Diego Lama con lo pseudonimo Valeria Galante
- 2024 La casa della colpa ed Mondadori con Diego Lama con lo pseudonimo Valeria Galante

### Racconti
- 1998 Presepe col morto (con Vincenzo De Falco), in Albo Noir, ed. Lo Stagno Incantato

- 2003 Non toccateci il presepe (racconto in Killers & Co.), ed. Sonzogno

- 2005 Lo strummolo con la tiriteppola (racconto in Fez, struzzi & manganelli), ed. Sonzogno

- 2005 Il segreto di una felice coabitazione (racconto in M La rivista del mistero) Alacran

- 2007 Preludio a un massacro di inizio anno (racconto inl ritorno del Duca), ed. Garzanti

- 2007 Cappuccetto Rosso e Hannibal Lecter (racconto in Partenope Pandemonium), ed. Larcher

- 2007 Giuditta, Oloferne e il Simbolismo (racconto su Il Mattino di Napoli); ristampato 2010 in "Riso nero") ed. Delos Books

- 2007 Mamma mi ucciderà (racconto su Il Secolo XIX); ristampato 2010 in "Riso nero") ed. Delos Books

- 2008 L'ultimo segreto (racconto in History & Mystery), ed. Piemme

- 2008 The best part (racconto nella rivista statunitense Beacons 10)

- 2008 Il sangue non è acqua (racconto in Uccidere per sport), ed. Todaro

- 2008 Come un angelo (racconto in Anime Nere Reloaded), ed. Arnoldo Mondadori Editore; ristampato 2009 nel Supergiallo Mondadori Anime Nere Reloaded), ed. Arnoldo Mondadori Editore

- 2008 In giro per la città (racconto su Il Mattino di Napoli

- 2009 Per due voci sole (racconto in Alle signore piace il nero), ed. Sperling & Kupfer

- 2009 Janare di famiglia (racconto in Questi fantasmi...), ed. Boopen Led

- 2009 Le finestre sul cortile (racconto in L'ombra del sospetto), ed. Marco Del Bucchia

- 2009 Regali da viaggio (racconto inToscana tra crimini e misteri), ed. Felici

- 2009 Morte occasionale (racconto inCrimini di piombo), ed. Laurum

- 2009 Ucciso per necessità (racconto in Facecook), ed. Liguori

- 2010 In prospettiva (racconto in Giallo Mondadori nº2998), ed. Arnoldo Mondadori Editore

- 2010 Sapore di sangue (racconto in Lama e Trama), ed. Perdisa

- 2010 Ogni cosa a suo modo (racconto in Seven), ed. Piemme, poi in e-book in L'Accidia Piemme shots

- 2010 Una vita spericolata (racconto nel Supergiallo Mondadori "Eros & Thanatos"), ed. Arnoldo Mondadori Editore

- 2010 Sirenapoli (poesia nel catalogo: Le sirene il mare il sogno il segno di Lucio Nocerini

- 2011 Il Dittatore a Napoli (racconto in Camicie rosse, storie nere), ed. Hobby & work

- 2011 C'era il liquame, dicono (racconto radiotrasmesso in Soriacce di Radio 24

- 2013 The Ultimate Secret (racconto in Ellery Queen's Mystery Magazine)

- 2013 La buona fede di mammà, racconto inedito pubblicato in e-book in Non toccatemi il sangue Mezzotints Book

- 2013 Giochi d'estate (racconto in Estate in giallo), ed. Newton Compton; ristampato 2014 in edizione economica), ed. Newton Compton

- 2013 Notte di Natale (racconto brevissimo per Motus)

- 2014 La sostanza dei sogni (racconto in Delitti di ferragosto), ed. Newton Compton; ristampato 2015 in edizione economica), ed. Newton Compton

- 2014 Stanotte ucciderò (racconto ia Delitti di Capodanno), ed. Newton Compton; ristampato 2015 in edizione economica), ed. Newton Compton

- 2015 L'ebbrezza della lettura (racconto per la rassegna Wine&Thecity)

- 2015 Quando le pizzette ti cambiano la vita (racconto in Caffè di Napoli), ed. Compagnia dei Trovatori

- 2015 Un delitto inutile (racconto in Delitti in vacanza), ed. Newton Compton; ristampato 2018 in edizione economica), ed. Newton Compton

- 2015 Notte di neve (racconto in Sette delitti sotto la neve), ed. Newton Compton

- 2016 Sotto l'ombrellone (racconto in C'è un sole che si muore) ed. Il prato

- 2016 Valentina (racconto in Meglio non morire d'estate), ed. Giulio Perrone Editore

- 2017 Crescendo si impara (racconto in Notti oscure) ed. La Corte Editore

- 2017 Ma l'amore mio non muor (racconto in I delitti della gelosia), ed Atmosphere Lib

- 2017 E sei bella quando bevi (racconto in Ebbrezze letterarie), Gaetano Colonnese Editore

- 2017 NEA.POLI (racconto in Sfogliate, sfogliatelle e altri racconti), Compagnia dei Trovatori & Stampe Viviani Editore
- 2019 Dietro la Venere Callipige (racconto in Delitti al Museo, Giallo Mondadori nº3177), ed. Arnoldo Mondadori Editore

### Romanzi e racconti tradotti all'estero
- 2004 Tote Nymphe (versione tedesca di Rossi come lei), ed. Fischer Verlag, ristampato in Germania 2016 ed. Fischer Verlag
- 2006 Tod Im Glashaus (versione tedesca di Nell'ombra), ed. Fischer Verlag, ristampato in Germania 2016  ed. Fischer Verlag
- 2008 The best part (racconto nella rivista americana Beacons 10)
- 2008 Solo tra ragazze viene pubblicato in Russia ed. Mir Knigi
- 2009 Huis clos en Toscane (versione francese di Solo tra ragazze) ed. Éditions de la Table ronde; ristampata in Francia 2009 ed Le Club; ristampata in Canada 2009 ed.         Les editions Libre Expression; ristampata in Francia 2011 ed Le livres de poche Selection 2011 Prix des Lecteurs
- 2011 Eine leiche zu ferragost (versione tedesca di La sirena sotto le alghe) ed. Aufbau Verlag
- 2012 Die totem Madchen vom Cilento (versione tedesca di: Il circo delle Maraviglie, inedito in Italia) ed. Aufbau Verlag
- 2013 The Ultimate Secret (racconto in Ellery Queen's Mystery Magazine)
- 2015 Scalpel (versione francese di L'Anatomista ) Éditions de l'Archipel, ristampata in Francia 2016 Éditions de l'Archipel

### Antologie personali
- 2013 Non toccatemi il sangue  contenente i racconti: La buona fede di mammà,  inedito,  Non toccateci il presepe, Lo strummolo con la tiriteppola, Il segreto di una felice coabitazione, Cappuccetto Rosso e Hannibal Lecter, Janare di famiglia, Giuditta, Oloferne e il simbolismo. Mezzotints Book
- 2016 Delitti a sangue freddo (Antologia Omnibus contenente i romanzi: L'Anatomista, 27 ossa, e i racconti: Il gioco del serial killer, La sostanza dei sogni, Stanotte ucciderò, Notte di neve, Un delitto inutile), ed. Newton Compton

### E-Book
- 2011 Eine leiche zu ferragost (ed. in Germania di La sirena sotto le alghe) ed. Aufbau Verlag
- 2012 Die totem Madchen vom Cilento ed. Aufbau Verlag
- 2012 L'Accidia Piemme shots
- 2013 Non toccatemi il sangue Mezzotints Ebook
- 2013 L'Anatomista, ed. Newton Compton
- 2013 Giochi d'estate (racconto nell'antologia Estate in giallo), ed. Newton Compton
- 2013 Il gioco del serial killer (riedizione come racconto singolo di Giochi d'estate), ed. Newton Compton
- 2014 La sostanza dei sogni (racconto nell'antologia Delitti di ferragosto), ed. Newton Compton
- 2014 Stanotte ucciderò (racconto nell'antologia Delitti di Capodanno), ed. N'ewton Compton
- 2015 27 ossa, ed. Newton Compton
- 2015 Scalpel (ed. in Francia di L'Anatomista ) Éditions de l'Archipel
- 2015 Un delitto inutile (racconto nell'antologia Delitti in vacanza), ed. Newton Compton

### Cinema
- 2005 Coautrice del soggetto e della sceneggiatura del cortometraggio La morte non esiste e l'omonimo fotoromanzo pubblicato sul Mattino di Napoli

### Teatro
- 2003 - coautrice dei testi dello spettacolo Nero di notte

### Saggistica
- 2015 Intorno all'isola (saggio nel volume Il cinema di Ernest B. Schoedsack a cura di Mario Gerosa) ed. IL FOGLIO